# ヤツガシラ
ヤツガシラ（戴勝、八頭、学名：Upupa epops）は、鳥綱サイチョウ目ヤツガシラ科の1種である。
漢名は戴勝（たいしょう、簡体字: 戴胜、拼音: dàishèng タイション）。現代中国語では俗に呼哱哱（拼音: hūbōbō フーポーポー）、山和尚（拼音: shānhéshàng シャンホーシャン）とも。

## 形態
全長約28cm。雌雄同色。くちばしは黒で細長く下に曲がっている。頭には広げると扇状になる冠羽があり、橙黄褐色で先は黒い。頭部、上背、胸は橙褐色で、翼と尾は黒褐色と白色の横縞模様。体の下面は白みを帯びる。

## 分布
ヨーロッパ南部および中部、アフリカ、南アジアから、東南アジア、中国、沿海州にかけて分布する。北方で繁殖した個体は、冬季南方へ渡る。
日本では、少数が旅鳥もしくは冬鳥として渡来する。記録は全国からあるが、南西諸島では春の渡りの時期に毎年通過する。秋田県、長野県、広島県では繁殖の記録がある。

## 生態
上記の分布にあるように渡りを行う。
平地の開けた草地や農耕地に生息する。日光浴や砂浴びをする。
食性は主に動物食で、地上を歩きながら地表や地中の昆虫類やカエルやトカゲなどを捕食するが、木の樹皮やコケを剥がして餌を探したり、種子や果実なども食す。
繁殖形態は卵生。樹洞や石垣の隙間などに営巣するが、巣箱を利用することもある。4-6月に5-8卵産む。抱卵日数は16-19日で、20-27日で雛は巣立つ。

## 亜種
6亜種に分かれる。
- U. e. epops Linnaeus, 1758 - 北西アフリカ、ヨーロッパ、ロシア東部から中南部、中国北西部、インド北西部[5]。
- U. e. ceylonensis Reichenbach, 1853 - インド中部・南部、スリランカ[5]。
- U. e. longirostris Jerdon, 1862 - インド北東部から中国南部、インドシナ、マレー半島北部[5]。
- U. e. major Brehm, CL, 1855 - エジプト[5]。
- U. e. senegalensis Swainson, 1837 - セネガル、ガンビアから（アフリカ大陸を横断して）ソマリア[5]。
- U. e. waibeli Reichenow[6], 1913 - カメルーンから（アフリカ大陸を横断して）ケニア北西部、ウガンダ北部[5]。

## 文化

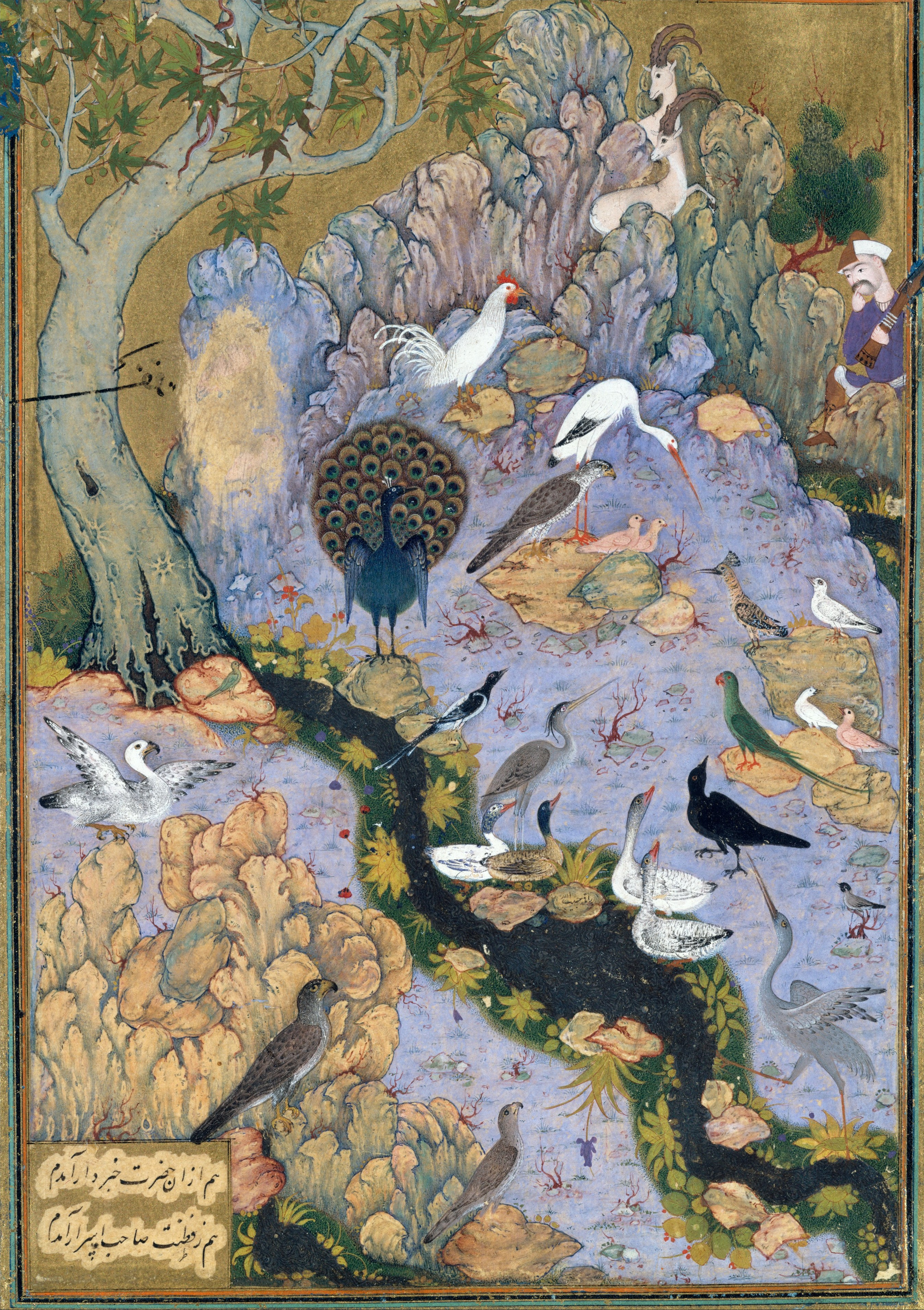
中世ペルシアの叙事詩『鳥の言葉』の挿絵。ヤツガシラが他の鳥たちを教え導いている様子。

戦後になって皇居に1個体が飛来したときは、昭和天皇が観察を行っている。昭和天皇は皇居の庭に降り立ったヤツガシラを見るため、双眼鏡を持ってくるよう侍従に命じたが、サトイモの一品種であるヤツガシラと勘違いした侍従は「お芋を見るのに双眼鏡が何故いるのですか」と聞き返したという。生物学者としての一面を兼ね備えた昭和天皇らしいエピソードである。その後、香淳皇后がその絵を描いている。
古代エジプトで使われていた文字であるヒエログリフにもヤツガシラが描かれているため、Unicodeの U+13159 で表示することができる。ガーディナーの記号表ではG22である。神聖な物として宗教施設によく描かれている。以下にヒエログリフのヤツガシラを示す。
| G22 |

ユダヤ教の聖書とイスラム教のクルアーンには、ソロモン王とシバの女王が互いに情報を送る時に、ヤツガシラは重要な役目（伝令）を果たしたとの記述がある。
イスラム教では、コーランの中でフドフド（Hudhud）と呼ばれる。
アリストパネスの喜劇の『鳥』はヤツガシラの住む森が題材となっている。
2008年5月29日、イスラエル建国60周年記念事業の一環として、投票により国鳥に選ばれた。
ユダヤ教の律法は、ヤツガシラは食用を避けるべき不浄な鳥類に定めている。

## ギャラリー

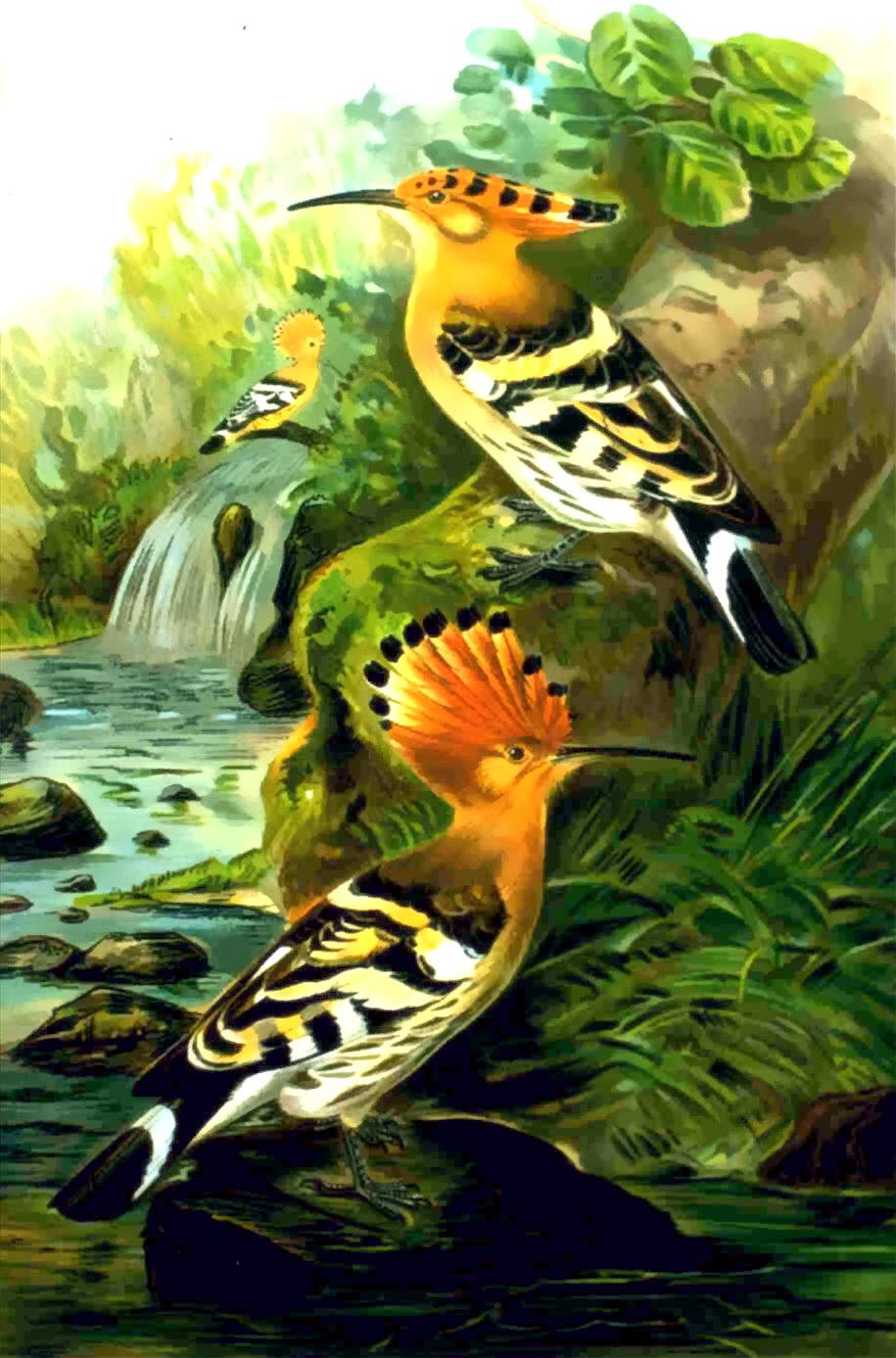
ヤツガシラ。冠羽は興奮すると広がる。図の違いは性差や個体差ではない。
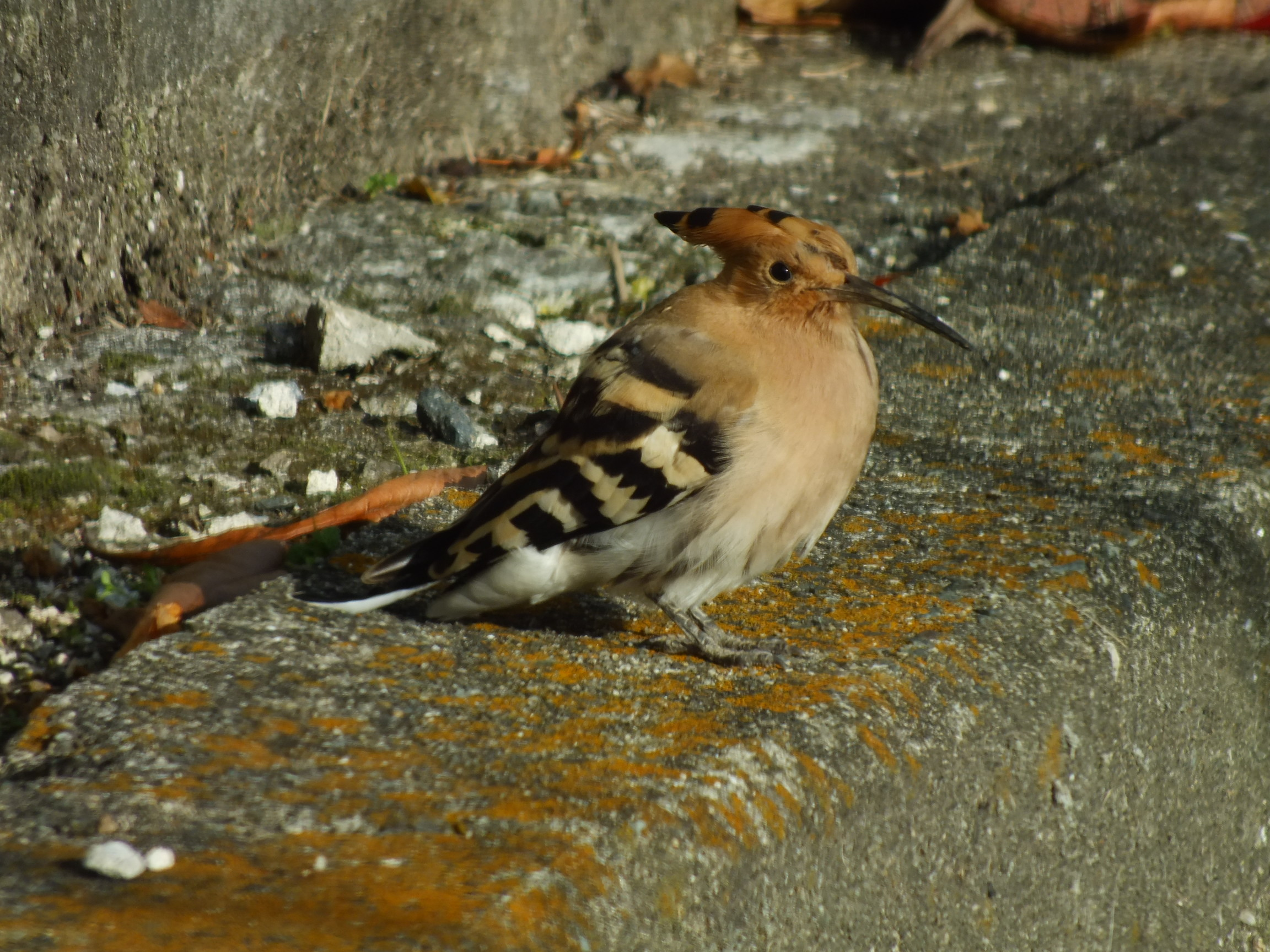
兵庫県の民家の軒先に現れたヤツガシラ。
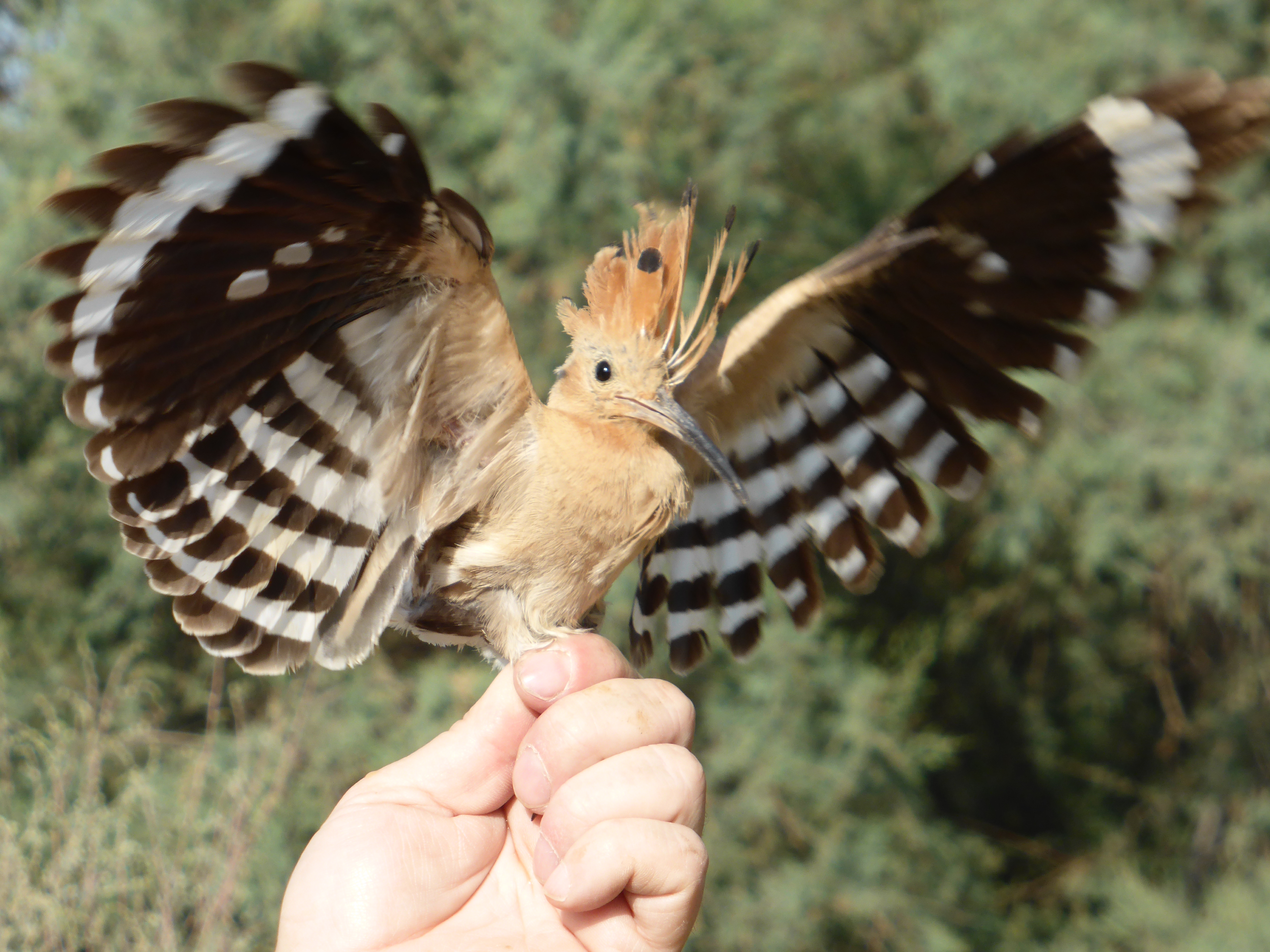
翼を広げた状態。
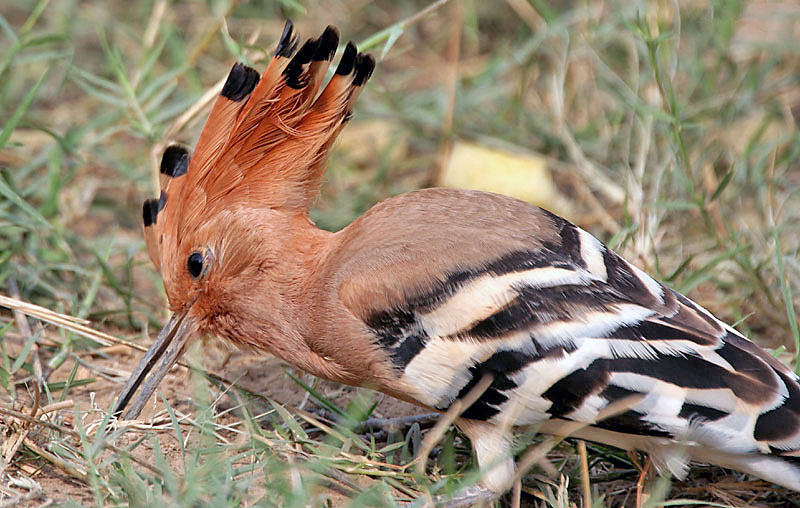
口の筋力が発達しているため、土にクチバシを差し込んだ状態で開くことができる。